# Maria Theresia von Liechtenstein

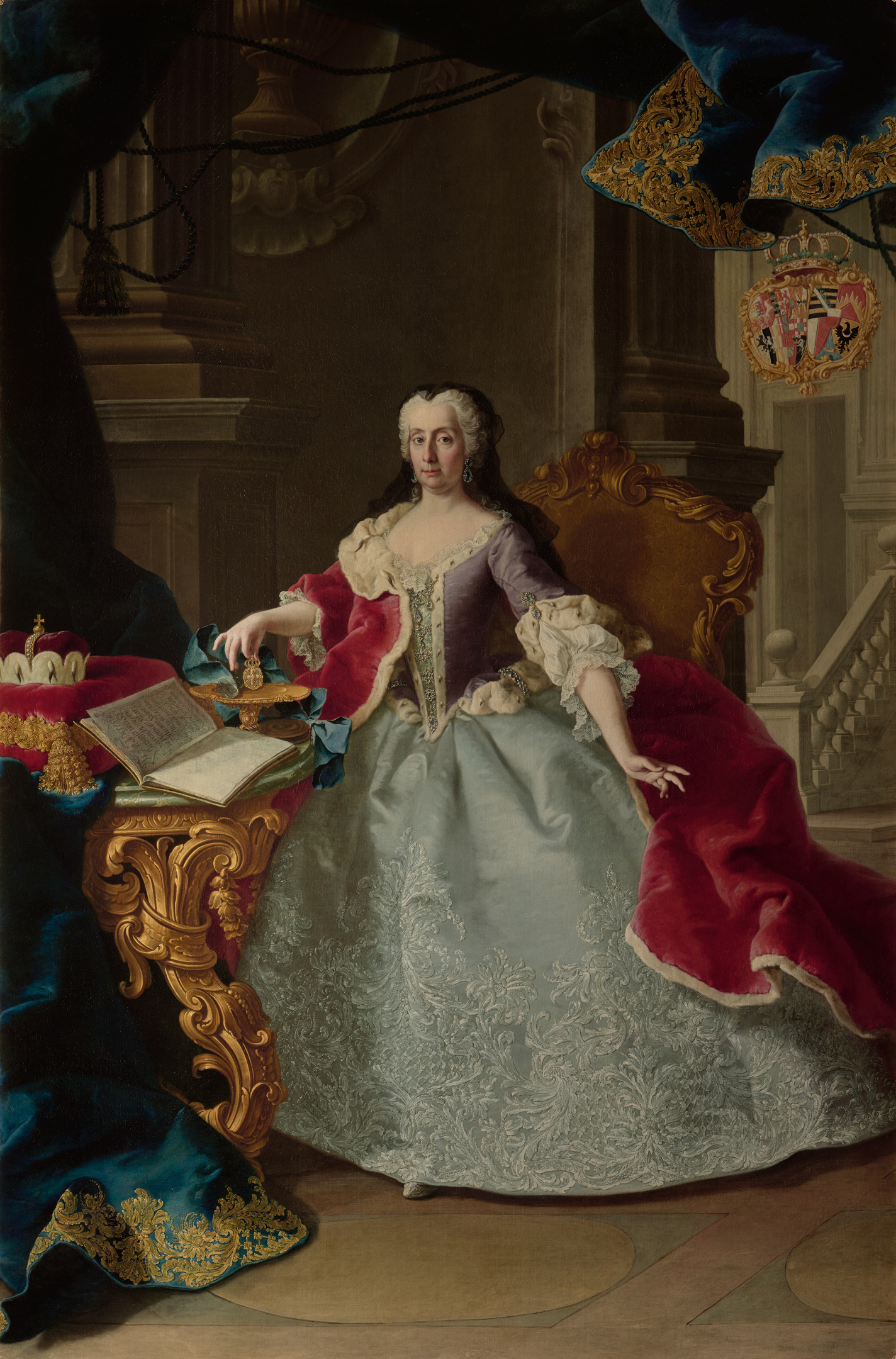
Maria Theresia von Liechtenstein, Herzogin von Savoyen (Gemälde von Martin van Meytens um 1750)

Fürstin Maria Theresia von Liechtenstein (Theresia Anna Felicitas, genannt Maria Theresia; * 11. Mai 1694 in Wien; † 20. Februar 1772 ebenda) war ein Mitglied des Hauses Liechtenstein und durch Heirat Herzogin von Savoyen und Gräfin von Soissons.

## Biografie
Maria Theresia war die fünfte Tochter des Fürsten Hans Adam I. von Liechtenstein (1657–1712) und dessen Gemahlin Erdmunda, geborene Gräfin von Dietrichstein (1662–1737). Sie wuchs wohl in Wien auf, wurde zunächst von Kinderfrauen betreut und stand später unter Obhut von französischen Gouvernanten. Neben Kenntnissen in der lateinischen und französischen war sie auch der italienischen Sprache mächtig. Sie wurde von ihrem Vater testamentarisch als Erbin der böhmischen Herrschaften Schwarzkosteletz mit Planian (Plaňany), Aurzimowes und Skworetz (Škvorec) eingesetzt. Dieses Erbe war jedoch umstritten, da der neue Regierer des Hauses Liechtenstein, Fürst Anton Florian, ihre Besitzungen als Bestandteil des Majorats reklamierte und die testamentarischen Bestimmungen ihres Vaters anfocht.
Noch während des Rechtsstreits hielt Herzog Thomas Emanuel von Savoyen, Graf von Soissons (1687–1729), Sohn des Herzogs Ludwig Thomas von Savoyen, Grafen von Soissons (1657–1729) und dessen Gemahlin Uranie, geborene de la Cropte (1655–1717), um ihre Hand an. Die arrangierte Ehe war vermutlich noch zu Lebzeiten ihres Vaters auf Anregung des mit ihm befreundeten Prinzen Eugen von Savoyen, Onkel ihres Bräutigams, geplant worden. Die Hochzeit fand am 24. Oktober 1713 in der Kapelle von Schloss Schwarzkosteletz statt. Aus der Ehe ging ein Sohn hervor: Johannes Franz Eugen (1714–1734).
Das richterliche Urteil sicherte ihr mit Ausnahme der Herrschaft Planian den ererbten Grundbesitz. Schwarzkosteletz machte sie zu ihrem Lebensmittelpunkt. Als in den Folgejahren die Pest ihre Herrschaften heimsuchte, fand die schwer geprüfte Bevölkerung in ihr eine stets zur Hilfe bereite Landesherrin. Erfolgreiches Wirtschaften führte zu finanziellem Wohlstand, der es ihr ermöglichte, die Herrschaft Schwarzkosteletz durch gezielte Ankäufe zu vergrößern. 1726 kaufte sie für 300.000 Gulden die Herrschaft Planian vom damaligen Primogentiurerben, Fürst Joseph, zurück. Ihr Gemahl hatte wie dessen Onkel die militärische Laufbahn eingeschlagen und war rasch zum Feldmarschallleutnant avanciert. Er verstarb 1729 an den Pocken.

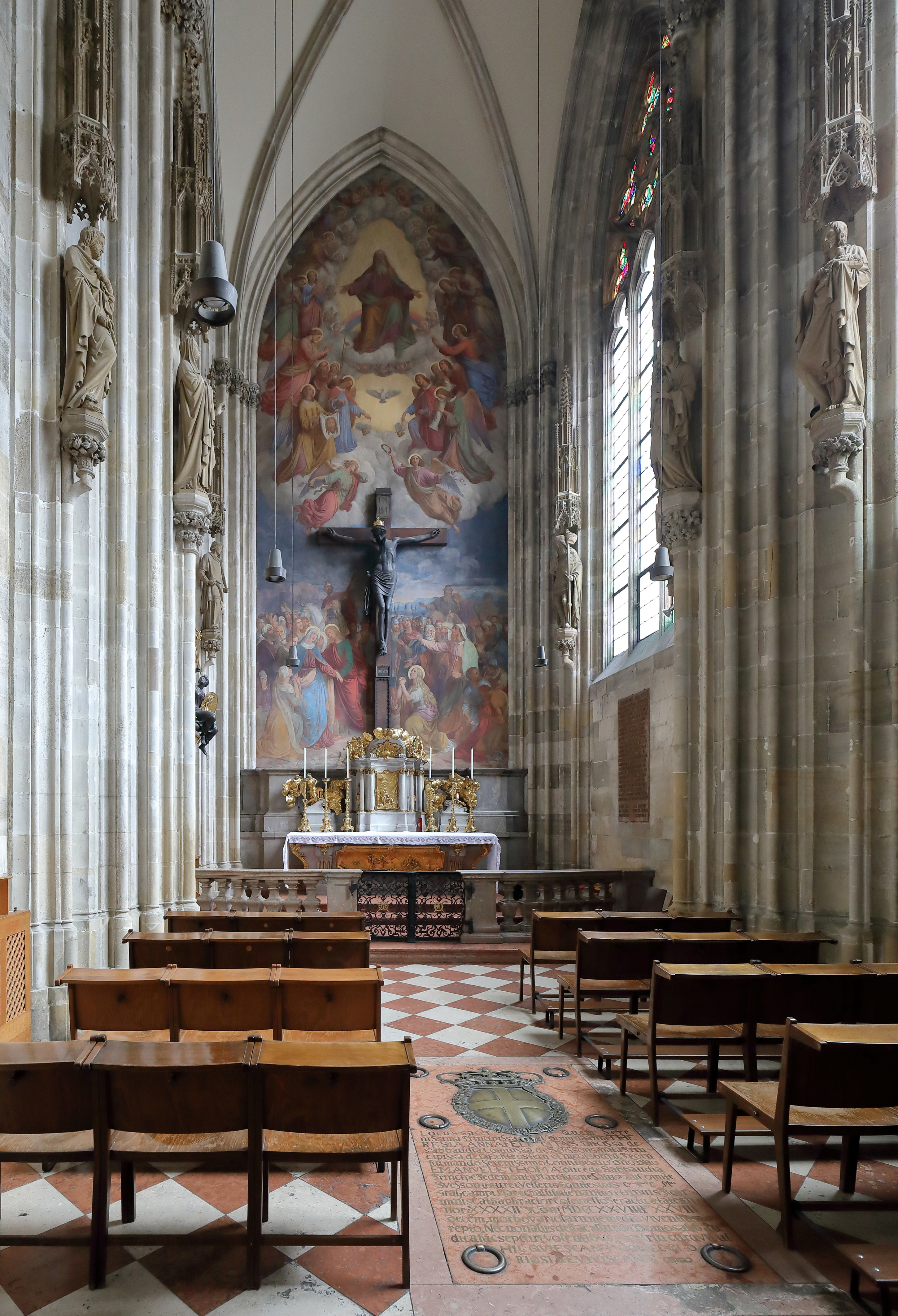
Die Kreuz- bzw. Prinz-Eugen-Kapelle

Eine ihrer dauerhaften Hinterlassenschaften befindet sich in einer gotischen Kapelle – der sogenannten Prinz-Eugen-Kapelle – im Nordwinkel der Portalfassade des Wiener Stephansdoms, deren Patronanz zu Beginn des 18. Jahrhunderts von der Familie Liechtenstein übernommen wurde. In dieser Kapelle ließ sie für ihren verstorbenen Gemahl ein Grabmal in der darunter liegenden Gruft errichten, von dem die Grabplatte aus Adneter Marmor samt Inschrift und Bronzeapplikationen noch erhalten ist und den Abgang zur Gruft abdeckt. Die lateinische Inschrift besagt: 

„Geweihter Ort, den die durchlauchtigste Fürstin und Herrin, Herrin Theresia Anna Felicitas, Herzogin von Savoyen, Gräfin von Soissons, geborene Fürstin von Liechtenstein und Nikolsburg für die Beisetzung ihres durchlauchtigsten Gatten, Herrn Emanuel Thomas, Herzog von Savoyen, Fürst von Piemont, Markgraf von Saluzzo, Graf von Soissons ... der im Alter von 42 Jahren am 28. Dezember 1729 durch eine Blatternerkrankung aus der Mitte der Lebenden weggerafft wurde, sowie für weitere Angehörige dieses hochedlen Hauses Savoyen, die hier begraben werden wollen, errichten ließ, damit sie hier ruhen mögen, bis sie in Herrlichkeit auferstehen.“

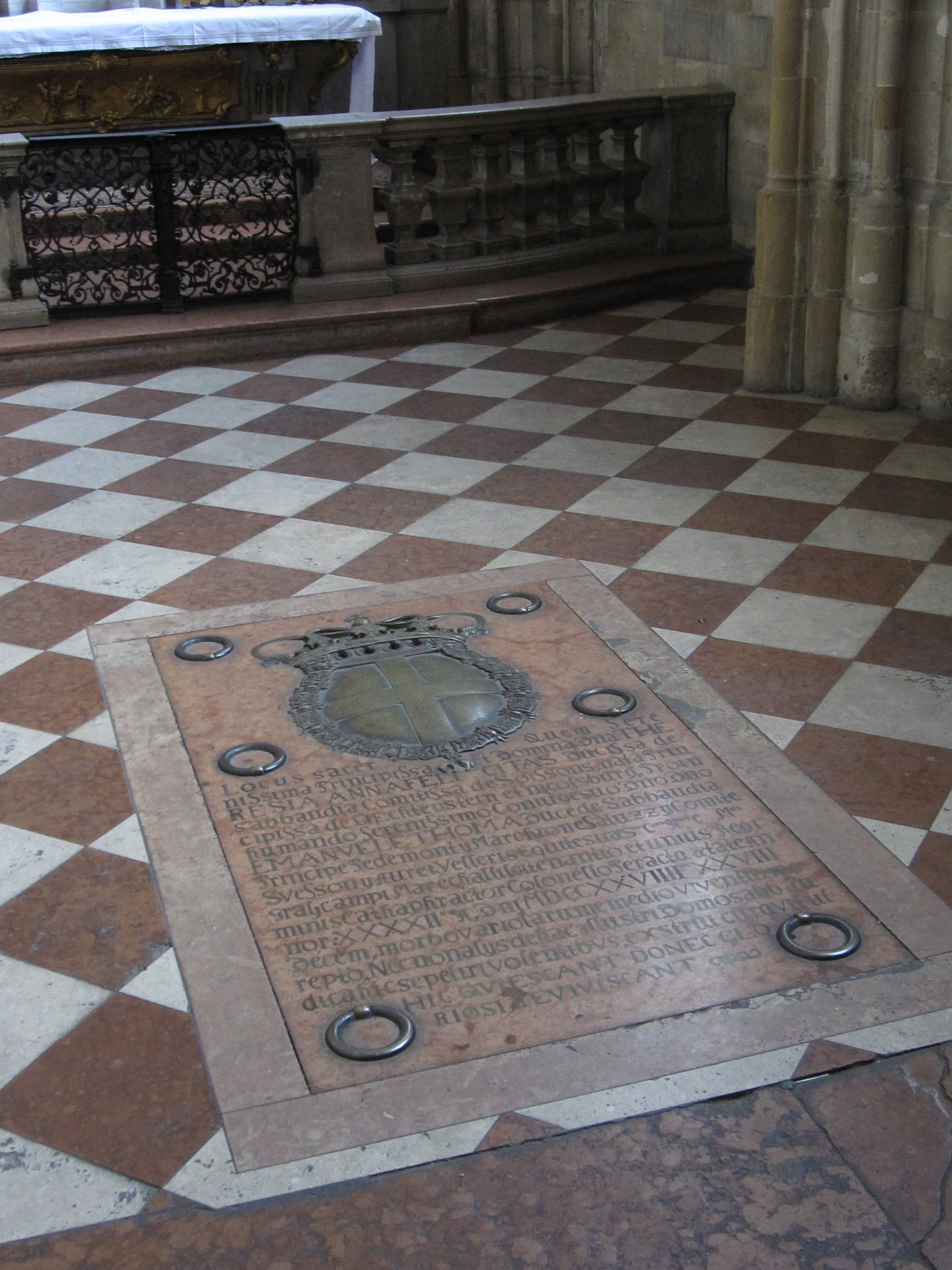
Savoyer-Grabplatte

1734 verstarb ihr einziger Sohn an einem plötzlich aufgetretenen hitzigen Fieber (Typhus) in Mannheim. Er wurde in einer Gruft der katholischen Pfarrkirche St. Sebastian beigesetzt. Als zwei Jahre später, 1736, der Onkel ihres Gemahls, der berühmte Feldherr und Staatsmann im Dienste des Hauses Österreich Prinz Eugen von Savoyen, verstarb, wurde er auf ihren Wunsch hin in der von ihr errichteten Gruft bestattet, wobei sie an der südlichen Mauer der Kapelle in einer großen Wandnische ein aufwendiges Epitaph für ihn sowie ihren Gemahl errichten ließ, zu dem nach ihrem Ableben auch ihr Epitaph als Herzogin von Savoyen hinzugefügt wurde. Über dem Epitaph befinden sich die von zwei Löwen gehaltenen Wappen von Savoyen und von Liechtenstein, gekrönt mit einer Herzogskrone, neben denen sich eine Trauerfigur befindet, die ihr Porträt als Herzogin von Savoyen trägt. Mit dem Tod des Feldherrn erlosch die savoyische Seitenlinie der Grafen von Soissons im Mannesstamm.
Am 24. März 1736 befreite sie alle Bürger der Stadt Schwarzkosteletz von der Leibeigenschaft und den damit verbundenen Frondiensten und Abgaben aller Art. Mit dieser bemerkenswerten Maßnahme war sie dem von Kaiser Joseph II. am 1. November 1781 verfügten Leibeigenschaftsaufhebungspatent um 45 Jahre voraus.
Nach dem Tod ihrer Mutter 1737 erbte sie deren niederösterreichischen Besitzungen Judenau, Dietersdorf und Pixendorf. Ihr dadurch zu respektabler Größe angewachsener Grundbesitz warf selbst in Krisenzeiten reichen Gewinn ab. Dieses erhebliche Vermögen verwendete sie zum größten Teil für die Errichtung wohltätiger Stiftungen. So stiftete sie Schulen, wo Kinder „um Gottes Lohn“ unterrichtet wurden, ließ in ihren Herrschaften Kirchen bauen und errichtete in Schwarzkosteletz ein Armenhaus für 24 bedürftige Untertanen. In ihrer 1760 erworbenen Herrschaft Kaunitz veranlasste sie eine umfassende Renovation des Armenspitals und errichtete einen Fonds für 14 Wohnungen und ein Armenstift. 1764 erwarb sie die Herrschaft Rattay.
Am 20. Februar 1772 verstarb sie in Wien und wurde in der von ihr errichteten Gruft im Stephansdom bestattet. Mit ihrem Tod erlosch die Karolinische Linie des Hauses Liechtenstein. Gemäß ihrem Testament vermachte sie ihren gesamten Besitz, den sie zeitlebens kompetent und geschäftstüchtig verwaltet und erweitert hatte, dem Primogenitus und Regierer des Hauses Liechtenstein, Fürst Franz Josef I., mit der Auflage diesen als Fideikommiss dem Großen Majorat einzuverleiben. Dadurch kehrte der böhmische Herrschaftskomplex, welcher der Familie Liechtenstein durch die weibliche Linie verloren gegangen war, auf eben diese Weise wieder zurück, und dies erst noch größer und ertragreicher denn je.

## Stiftungen
Maria Theresia verfügte über ein beachtliches Vermögen, das sie meistenteils zur Errichtung wohltätiger Stiftungen verwendete. Darunter befinden sich zwei Stiftungen, welche die Erinnerung an sie bis in die Gegenwart lebendig erhalten haben: die Savoyen’sche adelige Ritterakademie und das Savoysche Damenstift.
Nach dem Vorbild der von Kaiserin Maria Theresia am 24. Februar 1746 gegründeten Theresianischen Akademie (heute: Öffentliches Gymnasium der Stiftung Theresianische Akademie) stiftete sie 1756 auf Gründen in der Wiener Vorstadt Laimgrube im heutigen 7. Wiener Gemeindebezirk, die sie 1746 erworben hatte, und wo sie ein prächtiges Gebäude unter Einschluss einer großen Reitschule erbauen ließ, die Savoyen’sche adelige Ritterakademie. Ihre Stiftung sollte finanzschwachen adeligen Söhnen katholischer Religion die bestmögliche Ausbildung gewährleisten. Sechs Jahre nach ihrem Ableben, 1778, ging die Stiftung in der Theresianischen Akademie auf.

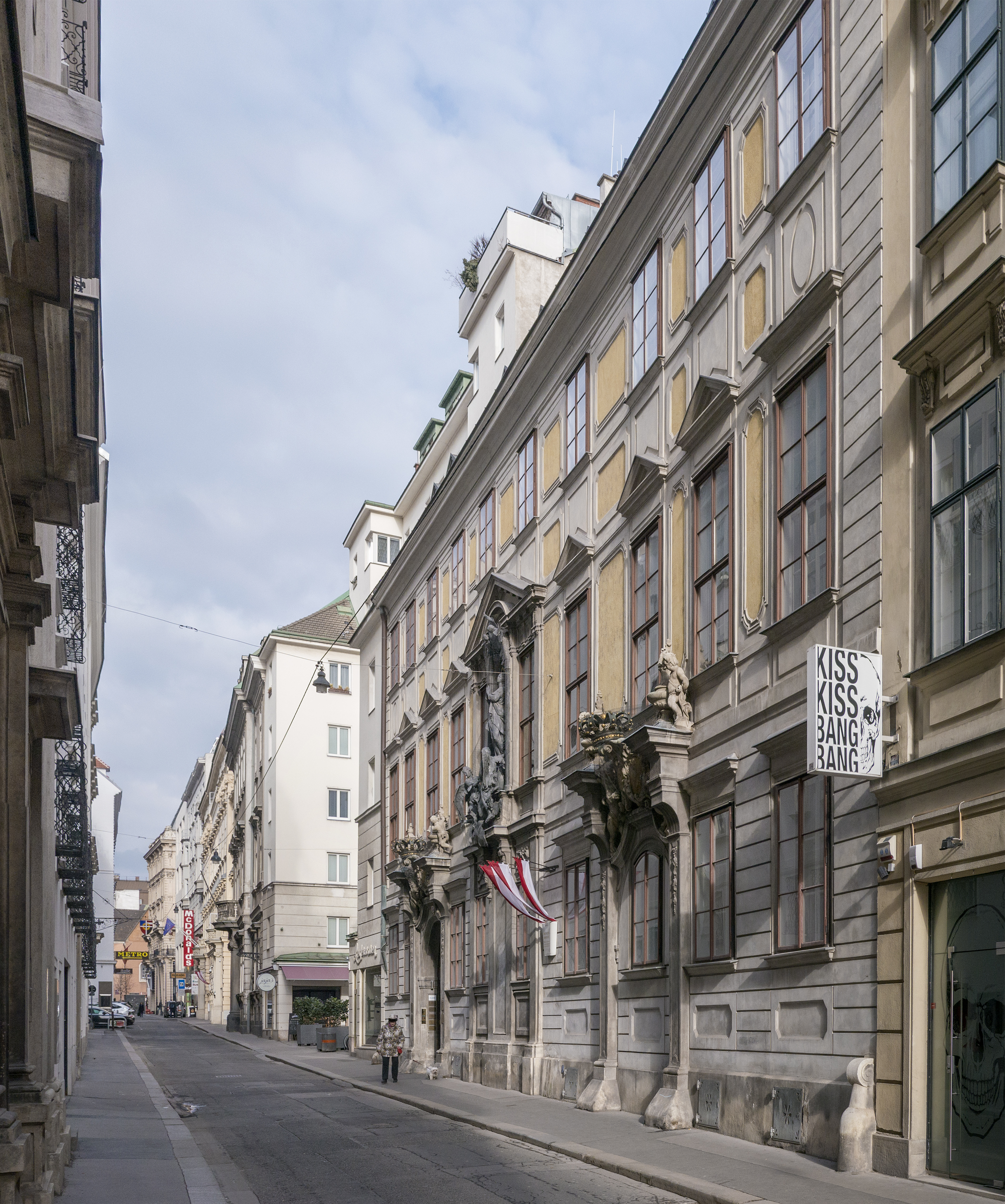
Johannesgasse 15

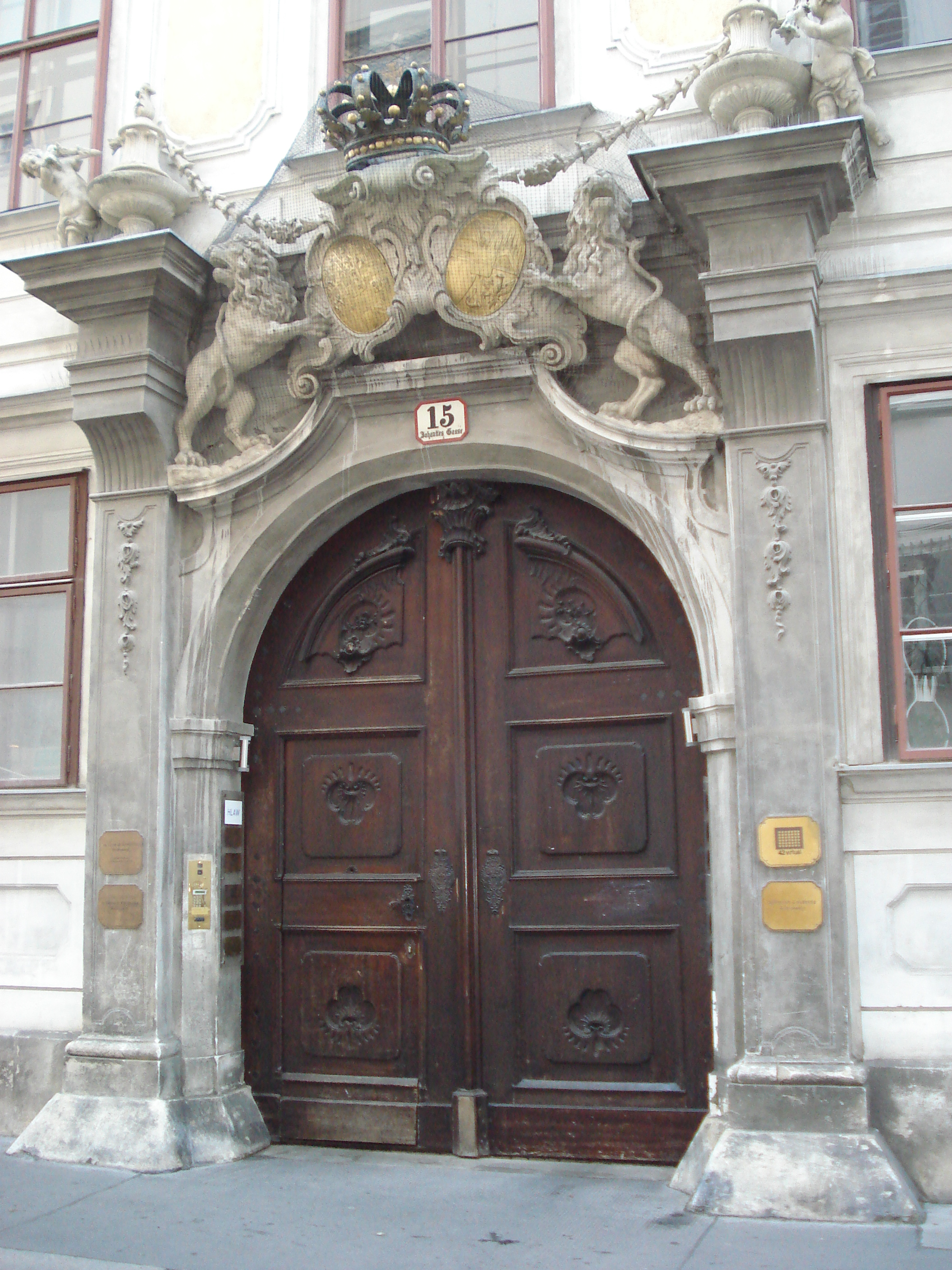
Savoyensches Damenstift

In ihrem Testament von 1769 verfügte sie die Errichtung eines adeligen Fräuleinstiftes. Als Zweck wird in der Stiftungsurkunde festgehalten:

„Vor allen anderen die Ehre Gottes, und der Nutzen des Nächsten, so da sonderbahr durch die Versorgung deren armen Adelichen Persohnen auß solcher Gutthätigkeit entspringet, zumahlen die Armuth bey Adelichen Persohnen, umb so viel mehr bedrangt seyn muß, alß selbe weniger durch die Hand-Arbeith, oder andere denen unteren Ständen geziemende Mittl kann verringert oder abgethan werden.“

Die 20 Stiftsdamen – je zehn aus Böhmen und den übrigen österreichischen Erblanden – sollten von altem Adel, bei der Aufnahme zwischen 15 und 40 Jahre alt sein, nicht mehr als 4000 Gulden Vermögen besitzen und Waisen oder vaterlos sein. Sie wohnten im Stiftsgebäude, hatten Andachtsübungen zu verrichten und schwarze Kleidung mit dem Ordenszeichen zu tragen, durften aber ausgehen, verreisen und sogar heiraten. Ursprünglich stand dem Stift eine Oberin vor, seit der Zeit Kaiser Josephs II. wählten die Stiftsdamen drei Regentinnen. Als Stiftungshaus diente ihr früheres Wohnhaus in der Johannesgasse 15, das sie 1742 erworben hatte und in der Zeit zwischen 1770 und 1772 durch Josef Meissl weitgehend verändern ließ. Da dieses für die Stiftsdamen und ihre zahlreiche Dienerschaft bald zu klein wurde, erwarb man 1783 die benachbarte Liegenschaft samt dem dort 1780 erbauten Gebäude, das adaptiert und mit dem Savoyen’schen Haus verbunden wurde. Die letzte Regentin des Damenstiftes starb 1980. Die Stiftung stand bis 1997 unter dem Patronat des jeweils regierenden Fürsten von Liechtenstein und besteht in etwas geänderter Form weiter, obwohl keine adeligen Damen mehr im Palais leben. Sie wird von einem Kuratorium geleitet. In den beiden Häusern Johannesgasse 15 und 17 werden nun Büro- und Wohneinheiten vermietet. Bemerkenswert sind die über den beiden Eingängen befindlichen mit der Herzogskrone überdeckten Doppelwappen der Herzoge von Savoyen und der Fürsten von Liechtenstein, die an die Stifterin und an ihren Gemahl bis heute erinnern.

## Vorfahren
| Ahnentafel Maria Theresia von Liechtenstein          | Ahnentafel Maria Theresia von Liechtenstein                                                                | Ahnentafel Maria Theresia von Liechtenstein                                                                | Ahnentafel Maria Theresia von Liechtenstein                                                                | Ahnentafel Maria Theresia von Liechtenstein                                                                | Ahnentafel Maria Theresia von Liechtenstein                                                                   | Ahnentafel Maria Theresia von Liechtenstein                                                                   | Ahnentafel Maria Theresia von Liechtenstein                                                                   | Ahnentafel Maria Theresia von Liechtenstein                                                                   |
| ---------------------------------------------------- | --- | --- | --- | --- | --- | --- | --- | --- |
| Ururgrosseltern                                      | Hartmann II. von Liechtenstein (1544–1585) ⚭ 1568 Gräfin Anna Maria zu Ortenburg (1547–1601)               | Johann von Boskowitz und Černahora († 1597) ⚭ Anna Kraiger von Kraigk († 1581)                             | Freiherr Sigmund von Dietrichstein (1560–1602) ⚭ 1594 Giovanna della Scala (1574–1644)                     | Fürst Karl I. von Liechtenstein (1569–1627) ⚭ um 1592 Anna Maria von Boskowitz und Černahora († 1625)      | Freiherr Sigmund von Dietrichstein (1560–1602) ⚭ 1594 Giovanna della Scala (1574–1644)                        | Fürst Karl I. von Liechtenstein (1569–1627) ⚭ um 1592 Anna Maria von Boskowitz und Černahora († 1625)         | Fürst Hans Ulrich von Eggenberg (1568–1634) ⚭ 1598 Freiin Sidonia Maria von Thannhausen († 1614)              | Markgraf Christian zu Brandenburg (1581–1655) ⚭ 1604 Markgräfin Marie zu Brandenburg (1579–1649)              |
| Urgrosseltern                                        | Fürst Karl I. von Liechtenstein (1569–1627) ⚭ um 1592 Anna Maria von Boskowitz und Černahora († 1625)      | Fürst Karl I. von Liechtenstein (1569–1627) ⚭ um 1592 Anna Maria von Boskowitz und Černahora († 1625)      | Fürst Maximilian von Dietrichstein (1596–1655) ⚭ 1618 Anna Maria von Liechtenstein (1597–1638)             | Fürst Maximilian von Dietrichstein (1596–1655) ⚭ 1618 Anna Maria von Liechtenstein (1597–1638)             | Fürst Maximilian von Dietrichstein (1596–1655) ⚭ 1618 Anna Maria von Liechtenstein (1597–1638)                | Fürst Maximilian von Dietrichstein (1596–1655) ⚭ 1618 Anna Maria von Liechtenstein (1597–1638)                | Fürst Johann Anton I. von Eggenberg (1610–1649) ⚭ 1639 Markgräfin Anna Maria zu Brandenburg (1609–1680)       | Fürst Johann Anton I. von Eggenberg (1610–1649) ⚭ 1639 Markgräfin Anna Maria zu Brandenburg (1609–1680)       |
| Grosseltern                                          | Fürst Karl Eusebius von Liechtenstein (1611–1684) ⚭ 1644 Gräfin Johanna Beatrix von Dietrichstein († 1676) | Fürst Karl Eusebius von Liechtenstein (1611–1684) ⚭ 1644 Gräfin Johanna Beatrix von Dietrichstein († 1676) | Fürst Karl Eusebius von Liechtenstein (1611–1684) ⚭ 1644 Gräfin Johanna Beatrix von Dietrichstein († 1676) | Fürst Karl Eusebius von Liechtenstein (1611–1684) ⚭ 1644 Gräfin Johanna Beatrix von Dietrichstein († 1676) | Fürst Ferdinand Joseph von Dietrichstein (1636–1698) ⚭ 1656 Fürstin Marie Elisabeth von Eggenberg (1640–1715) | Fürst Ferdinand Joseph von Dietrichstein (1636–1698) ⚭ 1656 Fürstin Marie Elisabeth von Eggenberg (1640–1715) | Fürst Ferdinand Joseph von Dietrichstein (1636–1698) ⚭ 1656 Fürstin Marie Elisabeth von Eggenberg (1640–1715) | Fürst Ferdinand Joseph von Dietrichstein (1636–1698) ⚭ 1656 Fürstin Marie Elisabeth von Eggenberg (1640–1715) |
| Eltern                                               | Fürst Johann Adam I. von Liechtenstein (1657–1712) ⚭ 1681 Gräfin Erdmunda von Dietrichstein (1662–1737)    | Fürst Johann Adam I. von Liechtenstein (1657–1712) ⚭ 1681 Gräfin Erdmunda von Dietrichstein (1662–1737)    | Fürst Johann Adam I. von Liechtenstein (1657–1712) ⚭ 1681 Gräfin Erdmunda von Dietrichstein (1662–1737)    | Fürst Johann Adam I. von Liechtenstein (1657–1712) ⚭ 1681 Gräfin Erdmunda von Dietrichstein (1662–1737)    | Fürst Johann Adam I. von Liechtenstein (1657–1712) ⚭ 1681 Gräfin Erdmunda von Dietrichstein (1662–1737)       | Fürst Johann Adam I. von Liechtenstein (1657–1712) ⚭ 1681 Gräfin Erdmunda von Dietrichstein (1662–1737)       | Fürst Johann Adam I. von Liechtenstein (1657–1712) ⚭ 1681 Gräfin Erdmunda von Dietrichstein (1662–1737)       | Fürst Johann Adam I. von Liechtenstein (1657–1712) ⚭ 1681 Gräfin Erdmunda von Dietrichstein (1662–1737)       |
| Fürstin Maria Theresia von Liechtenstein (1694–1772) | | | | | | | | |